# Spedizione Scotia
La spedizione Scotia (conosciuta anche come spedizione antartica nazionale scozzese, in inglese Scottish National Antarctic Expedition) è stata una missione esplorativa svoltasi durante gli anni 1902-1904 nel mare di Weddell in Antartide.

## Descrizione
Finanziato con capitali britannici, il gruppo era guidato da William Speirs Bruce, che non era interessato alla corsa al Polo Sud, ma soltanto alla ricerca scientifica. Per questo motivo l'equipaggio della nave venne scelto in base alle competenze tecniche, senza tener conto della nazionalità.
A bordo della nave Scotia la missione parte da Edimburgo l'8 novembre 1902 ed ha come obiettivo il mare di Weddell. A causa del maltempo però deve riparare sull'isola Laurie (Orcadi Meridionali) dove il gruppo stabilisce una stazione meteorologica, Osmond House, che verrà ceduta un anno dopo all'Argentina. La base è attiva ancora oggi ed è conosciuta con il nome di Orcadas.
Nel 1904 la nave riesce finalmente ad inoltrarsi nel mare di Weddell e raggiunge un'area inesplorata che chiama terra di Coats, dal nome di un finanziatore della missione. Dato che, come ricordato, la spedizione aveva un puro scopo scientifico, i dati raccolti sono considerati tra i più completi ed accurati del periodo.